# Harald Mogensen-prisen
De Harald Mogensen-prisen is een Deense literatuurprijs voor misdaadromans, die uitgereikt wordt sinds 2007 door Det Danske Kriminalakademi (DKA). De winnaar wordt geselecteerd als nationale inzending voor de Glazen Sleutel-prijs, een prijs voor misdaadromans voor auteurs uit Noordse landen.
De prijs werd vernoemd naar Harald Mogensen (1912-2002), Deens uitgever en bekroond voor zijn werk als criticus van misdaadliteratuur.

## Palmares
| Jaar | Auteur                         | Titel                | Nederlandse titel       |
| ---- | ------------------------------ | -------------------- | ----------------------- |
| 2024 | Jens Henrik Jensen             | Pilgrim              |                         |
| 2023 | Torben Munksgaard              | Damevennens død      |                         |
| 2022 | Morten Hesseldahl              | Mørket under isen    |                         |
| 2021 | Jenny Lund Madsen              | Tredive dages mørke  |                         |
| 2020 | Gretelise Holm                 | Dødfunden            |                         |
| 2019 | Jesper Stein                   | Solo                 |                         |
| 2018 | Elsebeth Egholm                | Jeg finder dig altid |                         |
| 2017 | Lars Kjædegaard                | Det der er værre     |                         |
| 2016 | Ane Riel                       | Harpiks              |                         |
| 2015 | Thomas Rydahl                  | Eremitten            |                         |
| 2014 | Simon Pasternak                | Dødszoner            |                         |
| 2013 | Michael Katz Krefeld           | Sort sne falder      |                         |
| 2012 | Erik Valeur                    | Det syvende barn     | Het zevende kind        |
| 2011 | Susanne Staun                  | Døderummet           |                         |
| 2010 | Jussi Adler-Olsen              | Flaskepost fra P     | De noodkreet in de fles |
| 2009 | Lene Kaaberbøl en Agnete Friis | Drengen i kufferten  |                         |
| 2008 | Morten Hesseldahl              | Drager over Kabul    |                         |
| 2007 | Kirsten Holst                  | Sin brors vogter     |                         |